# Ministère de la Famille (Québec)
Pour les articles homonymes, voir Ministère de la Famille.
Le ministère de la Famille est un ministère du gouvernement du Québec.

## Mission
Il assure la cohérence de l'action gouvernementale touchant les enfants et les familles au Québec. À ce titre, il est responsable de l'élaboration et de la mise en œuvre de politiques, de programmes et de mesures qui répondent à leurs besoins. Il s'assure, notamment, de prendre en considération la diversité des modèles familiaux et des milieux de vie dans lesquels ils évoluent.
En vue de mettre en place des conditions favorables à l'épanouissement des familles et au développement des enfants, l'action du Ministère porte, particulièrement, sur l'accessibilité aux services de garde et sur leur qualité, sur la conciliation des responsabilités familiales et professionnelles, sur le soutien aux partenaires engagés auprès des familles et des enfants ainsi que sur une amélioration de l'information disponible en matière d’aide destinée aux familles en la rendant simple et accessible.

## Historique
Le ministère de la Famille, dans son incarnation la plus récente, est créé le 2 juillet 1997 sous le nom de ministère de la Famille et de l'Enfance lorsque le projet de loi 145 entre en vigueur. Pauline Marois est la première titulaire du poste de ministre de la Famille et de l'Enfance.
Lors de la constitution du gouvernement Jean Charest en avril 2003, le ministère est regroupé avec le ministère de l'Emploi et de la Solidarité sociale et Carole Théberge est nommée ministre déléguée à la Famille. Cette situation dure jusqu'en février 2005 où Carole Théberge est nommée ministre de plein exercice avec le titre de ministre de la Famille, des Aînés et de la Condition féminine puis un ministère homonyme est recréé par une loi en juin 2006.

## Liste des ministres
| Ministre                                | Ministre                                                                          | Parti            | Début             | Fin              | Cabinet   |
| --------------------------------------- | --------------------------------------------------------------------------------- | ---------------- | ----------------- | ---------------- | --------- |
|                                         | Pauline Marois Ministre de la Famille et de l'Enfance                             | Parti québécois  | 2 juillet 1997    | 8 mars 2001      | Bouchard  |
|                                         | Linda Goupil Ministre d'État à la Famille et à l'Enfance                          | Parti québécois  | 8 mars 2001       | 30 janvier 2002  | Landry    |
|                                         | Linda Goupil Ministre d'État à la Solidarité sociale, à la Famille et à l'Enfance | Parti québécois  | 30 janvier 2002   | 29 avril 2003    | Landry    |
|                                         | Claude Béchard Ministre de l'Emploi, de la Solidarité sociale et de la Famille    | Libéral          | 29 avril 2003     | 18 février 2005  | Charest   |
|                                         | Carole Théberge Ministre de la Famille, des Aînés et de la Condition féminine     | Libéral          | 18 février 2005   | 18 avril 2007    | Charest   |
|                                         | Michelle Courchesne Ministre de la Famille                                        | Libéral          | 18 avril 2007     | 18 décembre 2008 | Charest   |
| Tony Tomassi Ministre de la Famille     | 18 décembre 2008                                                                  | Libéral          | 5 mai 2010        |                  | Charest   |
| Yolande James Ministre de la Famille    | 6 mai 2010                                                                        | Libéral          | 19 septembre 2012 |                  | Charest   |
|                                         | Nicole Léger Ministre de la Famille                                               | Parti québécois  | 19 septembre 2012 | 23 avril 2014    | Marois    |
|                                         | Francine Charbonneau Ministre de la Famille                                       | Libéral          | 23 avril 2014     | 28 janvier 2016  | Couillard |
| Sébastien Proulx Ministre de la Famille | 28 janvier 2016                                                                   | Libéral          | 11 octobre 2017   |                  | Couillard |
| Luc Fortin Ministre de la Famille       | 11 octobre 2017                                                                   | Libéral          | 18 octobre 2018   |                  | Couillard |
|                                         | Mathieu Lacombe Ministre de la Famille                                            | Coalition avenir | 18 octobre 2018   | 20 octobre 2022  | Legault   |
| Suzanne Roy Ministre de la Famille      | 20 octobre 2022                                                                   | Coalition avenir | En fonction       |                  | Legault   |

### Ministre délégués ou responsables
| Titulaire Intitulé                                                        | Titulaire Intitulé                                                              | Parti                                                                     | Début             | Fin               | Cabinet        |
| ------------------------------------------------------------------------- | ------------------------------------------------------------------------------- | ------------------------------------------------------------------------- | ----------------- | ----------------- | -------------- |
|                                                                           | Yves Beaumier Ministre délégué à la Politique familiale                         | Parti québécois                                                           | 17 juin 1985      | 3 octobre 1985    | Lévesque       |
| 3 octobre 1985                                                            | Yves Beaumier Ministre délégué à la Politique familiale                         | Parti québécois                                                           | 12 décembre 1985  | P.M. Johnson      |                |
|                                                                           | Thérèse Lavoie-Roux Ministre responsable de la Politique familiale              | Libéral                                                                   | 12 décembre 1985  | 12 août 1987      | Bourassa (2)   |
|                                                                           | Robert Dutil, Ministre délégué à la Famille, à la Santé et aux Services sociaux | Libéral                                                                   | 12 août 1987      | 21 décembre 1988  | Bourassa (2)   |
|                                                                           | Thérèse Lavoie-Roux, Ministre responsable de la Famille                         | Libéral                                                                   | 21 décembre 1988  | 11 octobre 1989   | Bourassa (2)   |
|                                                                           | Violette Trépanier, Ministre responsable de la Famille                          | Libéral                                                                   | 11 octobre 1989   | 11 janvier 1994   | Bourassa (2)   |
|                                                                           | Violette Trépanier Ministre déléguée à la Condition féminine et à la Famille    | Libéral                                                                   | 11 janvier 1994   | 26 septembre 1994 | Johnson (fils) |
|                                                                           | Pauline Marois Ministre responsable de la Famille                               | Parti québécois                                                           | 26 septembre 1994 | 29 janvier 1996   | Parizeau       |
| Fonctions assumées par la ministre d'État de l'Emploi et de la Solidarité | Fonctions assumées par la ministre d'État de l'Emploi et de la Solidarité       | Fonctions assumées par la ministre d'État de l'Emploi et de la Solidarité | 29 janvier 1996   | 2 juillet 1997    | Bouchard       |
| Fonctions assumées par le ministre en titre                               | Fonctions assumées par le ministre en titre                                     | Fonctions assumées par le ministre en titre                               | 2 juillet 1997    | 23 septembre 1998 | Bouchard       |
|                                                                           | Nicole Léger Ministre déléguée à la Famille                                     | Parti québécois                                                           | 23 septembre 1998 | 8 mars 2001       | Bouchard       |
| Fonctions assumées par le ministre en titre                               | Fonctions assumées par le ministre en titre                                     | Fonctions assumées par le ministre en titre                               | 8 mars 2001       | 29 avril 2003     | Landry         |
|                                                                           | Carole Théberge Ministre déléguée à la Famille                                  | Libéral                                                                   | 29 avril 2003     | 18 février 2005   | Charest        |